# Grado
För andra betydelser, se Grado (olika betydelser).
Grado är en ort och kommun i regionen Friuli-Venezia Giulia i Italien och tillhörde tidigare även provinsen Gorizia som upphörde 2017. Kommunen hade 8 080 invånare (2018). och ligger på en ö och intilliggande halvö.
Under antiken var ön kallad Aquae Gradatae, och var då en viktig hamnstad i och med dess närhet till Aquileia. Patriarken av Aquileia hade stundom sitt säte här, tills det slutligen förlades i Venedig. Efter att ha tillhört England och Frankrike, var det 1815 till 1918 en del av Österrike, för att vid första världskrigets slut tillfalla Italien.
Grados viktigaste näring var tidigare fisket, men, med det inofficiella namnet L'Isola del Sole (Solön), är turismen numera övervägande.
Sant'Eufemiabasilikan är från 400-talet och har antika mosaiker. I Santa Maria delle Grazie förvaras enligt legenden Barnabas kranium.